# Lista de canções gravadas por Lil' Kim
Este anexo é uma lista de canções de Lil' Kim, uma rapper, cantora, compositora e produtora norte-americana. Sua carreira consiste em quatro álbuns de estúdio (Hard Core, The Notorious K.I.M., La Bella Mafia, The Naked Truth), dois álbuns de compilação (Conspiracy, The Dance Remixes) e quatro mixtapes (Ms. G.O.A.T., Black friday, Hard Core 2K14, Lil Kim Season).

## 0–9
| Ano  | Canção                    | Álbum                     | Outros Artistas                           |
| ---- | ------------------------- | ------------------------- | ----------------------------------------- |
| 2001 | "1 2 3"                   | Nenhuma aparição em álbum | Junior M.A.F.I.A., Prodigy                |
| 2013 | "1 Hunnit"                | Nenhuma aparição em álbum | Young Goldie                              |
| 2002 | "10 Commandments"         | Meet the Girl Next Door   | Lil' Mo                                   |
| 2010 | "10 Date Commandments"    | Nenhuma aparição em álbum | Amb8er                                    |
| 1998 | "24 Hrs. to Live (Remix)" | Nenhuma aparição em álbum | Foxy Brown, Missy Elliott, Queen Pen      |
| 2008 | "5 Boroughs"              | Exit 13                   | LL Cool J, KRS-One, Method Man, Jim Jones |
| 2011 | "6 Foot Talk"             | Black Friday              | Nenhum artista                            |

## A

The Notorious B.I.G., mentor de Lil' Kim, ajudou no início de sua carreira lhe dando participações não creditáveis em seu álbum de estreia "Ready to Die" e logo depois no grupo Junior M.A.F.I.A.. Kim usou samples de seus vocais em todos os seus álbuns após sua morte.

| Ano  | Canção              | Álbum                     | Outros Artistas                |
| ---- | ------------------- | ------------------------- | ------------------------------ |
| 2007 | "Addictive (Remix)" | Nenhuma aparição em álbum | Truth Hurts                    |
| 2005 | "All Good"          | The Naked Truth           | Nenhum artista                 |
| 1997 | "Another"           | Life After Death          | The Notorious B.I.G.           |
| 2011 | "Anything"          | Nenhuma aparição em álbum | Monica, Rick Ross              |
| 2016 | "Auction"           | MMM                       | Puff Daddy, Styles P, King Los |
| 2000 | "Aunt Dot"          | The Notorious K.I.M.      | Lil' Shanice                   |

## B

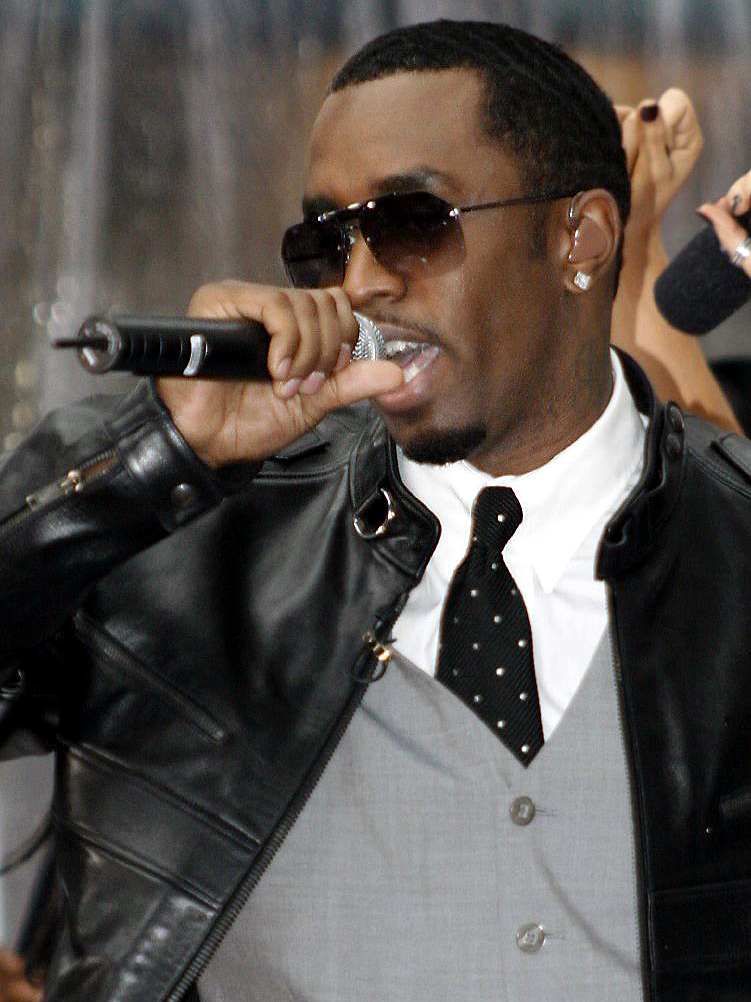
Puff Daddy, rapper e produtor que acolheu Kim em sua gravadora Bad Boy Records, onde ambos participaram em boa parte de seus trabalhos até os dias de hoje.

| Ano  | Canção                               | Álbum                     | Outros Artistas                         |
| ---- | ------------------------------------ | ------------------------- | --------------------------------------- |
| 1995 | "Back Stabbers"                      | Conspiracy                | Junior M.A.F.I.A.                       |
| 1997 | "Back in You Again"                  | Money Talks               | Rick James, Lil' Cease                  |
| 2003 | "Back Together Again"                | Nenhuma aparição em álbum | The Notorious B.I.G.                    |
| 2000 | "Bad Girl"                           | Nenhuma aparição em álbum | RuPaul                                  |
| 2009 | "Beep Beep"                          | Nenhuma aparição em álbum | Bobby Valentino, Lil Wayne, Ludacris    |
| 1996 | "Big Momma Thang"                    | Hard Core                 | Nenhum artista                          |
| 1999 | "Biggie"                             | Born Again                | The Notorious B.I.G., Junior M.A.F.I.A. |
| 2015 | "Bitch Better Have My Money (Remix)" | Nenhuma aparição em álbum | Rihanna                                 |
| 2010 | "Black Friday"                       | Black Friday              | Nenhum artista                          |
| 2016 | "Blow a Check"                       | Lil Kim Season            | Various Artists                         |
| 2003 | "Body Kiss"                          | Body Kiss                 | The Isley Brothers                      |
| 2008 | "Brooklyn For Life"                  | The One and Only!         | Maino, Papoose                          |
| 2011 | "Buy U Music"                        | Black Friday              | Keri Hilson                             |

## C

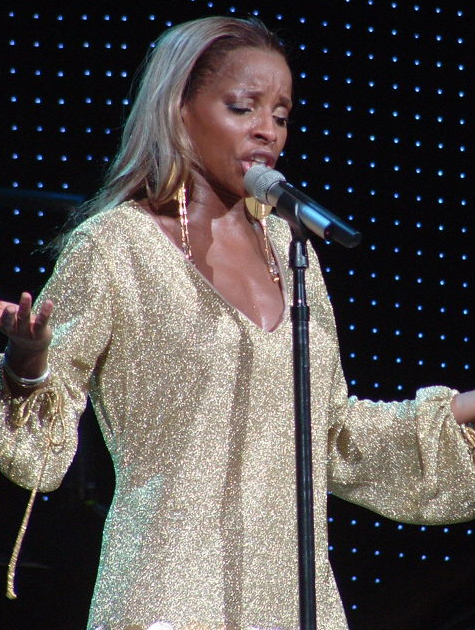
A grandiosa cantora de R&B Mary J. Blige teve parceria de Kim no hit "I Can Love You", onde a canção possuía sample de da faixa "Queen Bitch" de seu álbum de estreia "Hard Core", logo depois, Mary esteve presente na faixa "Hold On" no álbum "The Notorious K.I.M.".

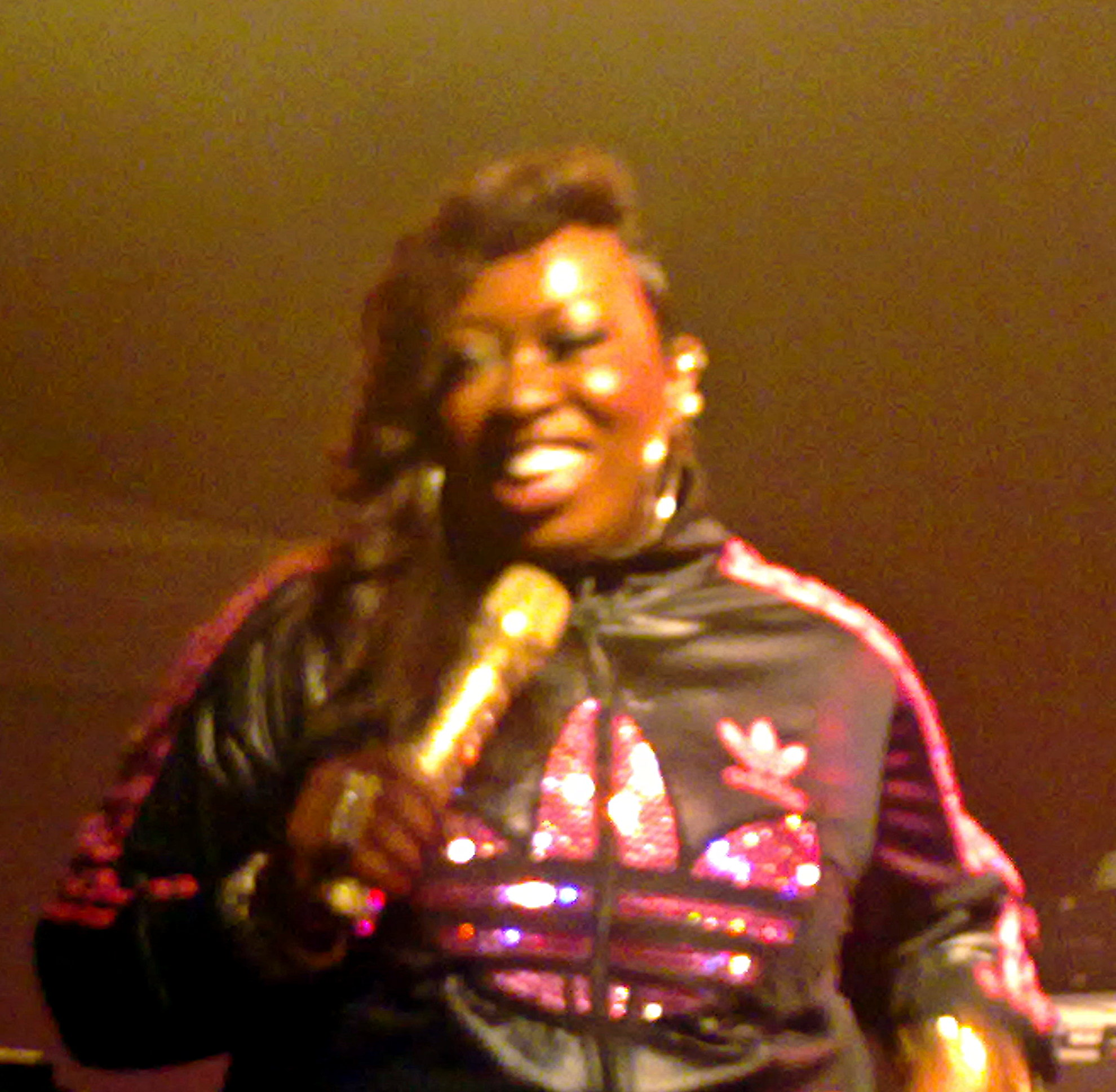
Missy Elliott, rapper e melhor amiga de Kim, a apoiou em todos os seus trabalhos, onde tiveram muitas parcerias juntas em seus respectivos álbuns em suas carreiras, sendo o mais significativo "Not Tonight (Ladies Night Remix)".

| Ano  | Canção                                | Álbum                     | Outros Artistas                      |
| ---- | ------------------------------------- | ------------------------- | ------------------------------------ |
| 1997 | "Call Me"                             | Booty Call (soundtrack)   | Too Short                            |
| 2003 | "Came Back For You"                   | La Bella Mafia            | Nenhum artista                       |
| 2003 | "Can You Hear Me Now? (When Kim Say)" | La Bella Mafia            | Missy Elliott                        |
| 2003 | "Can't Fuck Whit Queen Bee"           | La Bella Mafia            | Governor, Shelene Thomas, Full Force |
| 2003 | "Can't Hold Us Down"                  | Stripped                  | Christina Aguilera                   |
| 2008 | "Carribean Connection"                | Nenhuma aparição em álbum | Wyclef Jean, Mavado                  |
| 2002 | "Cell Block Tango (He Had It Comin')" | Chicago Soundtrack        | Queen Latifah, Macy Gray             |
| 2011 | "Champagne Poppin'"                   | Black Friday              | Wiz Khalifa                          |
| 2011 | "Cheatin'"                            | Black Friday              | Rihanna                              |
| 1999 | "Checkin' for You"                    | Da Real World             | Missy Elliott                        |
| 2007 | "Chillin Tonite"                      | Ms. G.O.A.T.              | Nenhum artista                       |
| 2001 | "Chinatown"                           | The Professional 2        | Lil' Cease, Junior M.A.F.I.A.        |
| 2009 | "City Lights (Remix)"                 | Nenhuma aparição em álbum | Method Man, Redman                   |
| 2011 | "Clap Clap"                           | Black Friday              | I.R.S.                               |
| 2003 | "Cop That Shit"                       | Nenhuma aparição em álbum | Money Cash                           |
| 2016 | "Cut It (Remix)"                      | Lil Kim Season            | TLZ                                  |
| 2012 | "Countin' Money"                      | Nenhuma aparição em álbum | Nenhum artista                       |
| 2008 | "Cover Girl"                          | Intuition                 | Jamie Foxx                           |
| 1996 | "Crush on You"                        | Hard Core                 | Lil' Cease                           |
| 2000 | "Custom Made (Give It To You)"        | The Notorious K.I.M.      | Nenhum artista                       |
| 2013 | "Cypher"                              | Nenhuma aparição em álbum | Tiffany Foxx                         |

## D

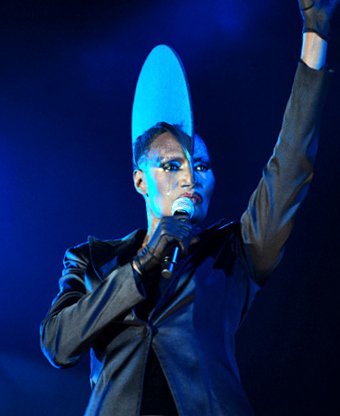
A ícone do Pop, Grace Jones, contou que teve o prazer de estar incluída no segundo álbum de estúdio da rapper, "The Notorious K.I.M.", com a faixa "Revolution".

| Ano  | Canção                         | Álbum                     | Outros Artistas                |
| ---- | ------------------------------ | ------------------------- | ------------------------------ |
| 1999 | "Da Butta"                     | Willennium                | Will Smith                     |
| 2008 | "Da Rockwilder"                | Nenhuma aparição em álbum | Rah Digga                      |
| 2013 | "Dead Gal Waking"              | Hard Core 2K14            | Nenhum artista                 |
| 2008 | "Dey Know" (NY Remix)"         | Nenhuma aparição em álbum | Shawty Lo, Busta Rhymes, Maino |
| 2000 | "Diamonds"                     | Nenhuma aparição em álbum | Kelly Price                    |
| 2016 | "Did It For Brooklyn"          | Lil Kim Season            | Maino                          |
| 2016 | "Diego"                        | Lil Kim Season            | Nenhum artista                 |
| 2000 | "Do What You Like"             | The Notorious K.I.M.      | Junior M.A.F.I.A.              |
| 2005 | "Do Wrong"                     | The Day After             | Twista                         |
| 2004 | "Do That Thing"                | You Got Served            | B2K                            |
| 2005 | "Do the Damn Thing"            | Nenhuma aparição em álbum | Rupee                          |
| 2001 | "Do You Wanna Roll"            | Dr. Dolittle 2 soundtrack | Snoop Dogg                     |
| 2003 | "Doing It Way Big"             | La Bella Mafia            | Nenhum artista                 |
| 2000 | "Don't Mess With Me"           | The Notorious K.I.M.      | Nenhum artista                 |
| 1997 | "Don't Stop What You're Doing" | No Way Out                | Puff Daddy                     |
| 2009 | "Download"                     | Nenhuma aparição em álbum | Charlie Wilson, T-Pain         |
| 1996 | "Dreams"                       | Hard Core                 | Nenhum artista                 |
| 1996 | "Drugs"                        | Hard Core                 | The Notorious B.I.G.           |
| 2005 | "Durty"                        | The Naked Truth           | Nenhum artista                 |

## E

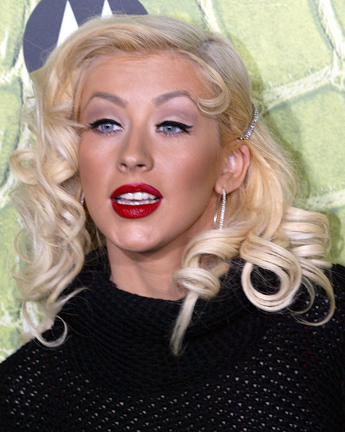
A popstar Christina Aguilera teve parcerias relevantes e consideráveis com a rapper na década de 2000 como "Lady Marmalade" e "Can't Hold Us Down".

| Ano  | Canção             | Álbum                          | Outros Artistas    |
| ---- | ------------------ | ------------------------------ | ------------------ |
| 2000 | "Espacio"          | Life Story                     | Black Rob          |
| 2011 | "Ether"            | Nenhuma aparição em álbum      | Nenhum artista     |
| 2010 | "Everywhere We Go" | It's About to Be Crazy, Vol. 2 | D-Dot, Nicki Minaj |

## F

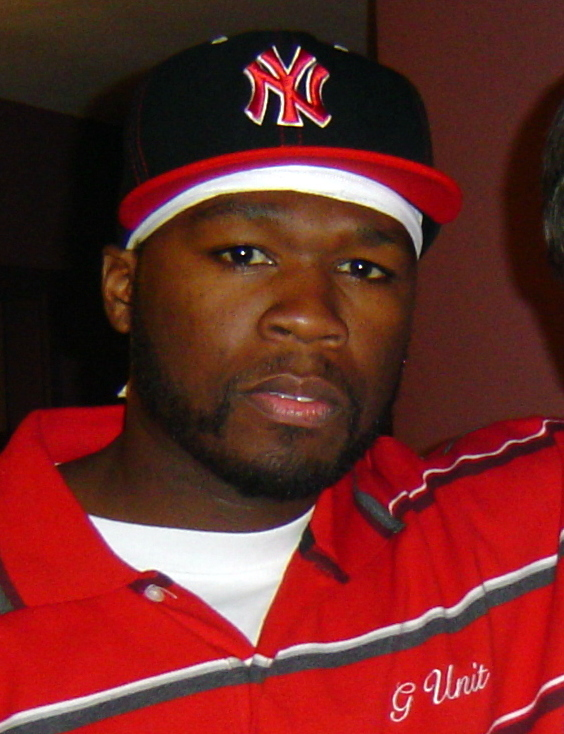
50 Cent, rapper que esteve presente no single "Magic Stick" do álbum "La Bella Mafia", onde a faixa chegou em #2 na Billboard Hot 100, e anos depois em "Wanna Lick" da mixtape "Ms. G.O.A.T.".

| Ano  | Canção                 | Álbum                     | Outros Artistas                |
| ---- | ---------------------- | ------------------------- | ------------------------------ |
| 2011 | "Faded"                | Black Friday              | Red Cafe, Rick Ross            |
| 2014 | "Fancy (G-Mix)"        | Nenhuma aparição em álbum | Iggy Azalea, Charli XCX, Wiley |
| 2014 | "Flawless (Remix)"     | Nenhuma aparição em álbum | Beyoncé, Nicki Minaj           |
| 1996 | "Floatin on Your Love" | Nenhuma aparição em álbum | The Isley Brothers             |
| 2016 | "Fountain Bleu"        | Lil Kim Season            | Nenhum artista                 |
| 2003 | "Flow So Sick"         | Nenhuma aparição em álbum | Ice Drake                      |
| 2001 | "Freak Freak"          | Ghetto Blues              | The Product G&B                |
| 2008 | "Freak Girl (Remix)"   | Ms. G.O.A.T.              | Gucci Mane, Ludacris           |
| 1997 | "Freestyle"            | The Mix Tape, Vol. II     | Nenhum artista                 |
| 2002 | "Fresh From Yard"      | Tropical Storm            | Beenie Man                     |
| 1994 | "Friend of Mine"       | Ready to Die              | The Notorious B.I.G.           |
| 1994 | "Fuck Me"              | Ready to Die              | The Notorious B.I.G.           |
| 1996 | "Fuck You"             | Hard Core                 | Junior M.A.F.I.A.              |
| 2008 | "Fuck You"             | Ms. G.O.A.T.              | Nenhum artista                 |
| 1995 | "Funny How Time Flies" | Nenhuma aparição em álbum | Intro                          |

## G

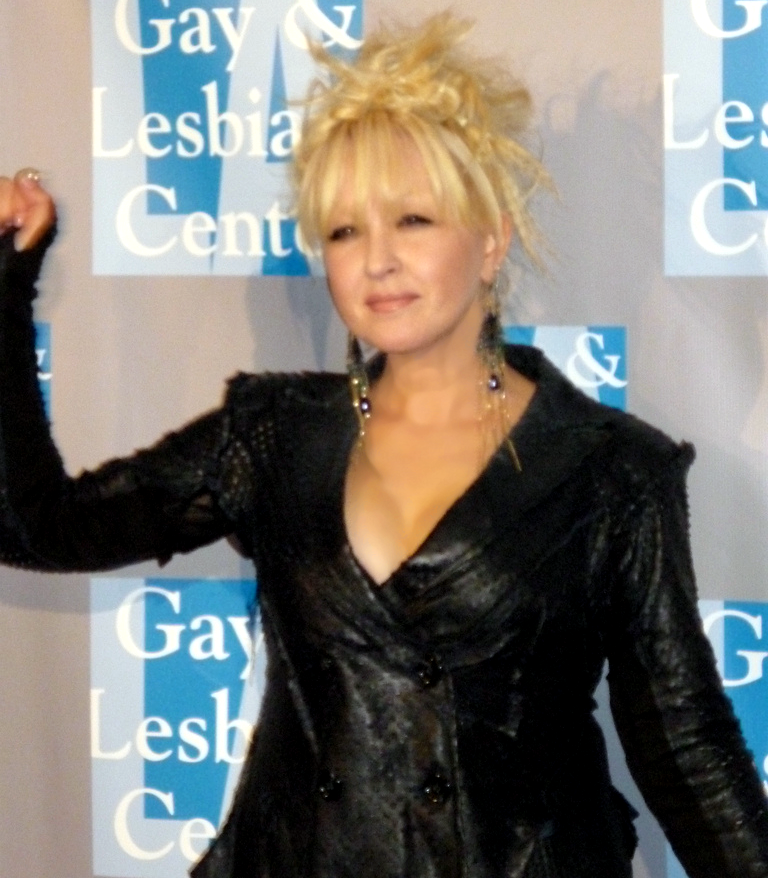
Cyndi Lauper teve colaboração com Kim em uma apresentação para o aniversario de Nelson Mandela, ambas cantaram o hit "Time After Time" e Cyndi ariscou agluns versos de rap da canção "Lighters Up" de Lil' Kim.

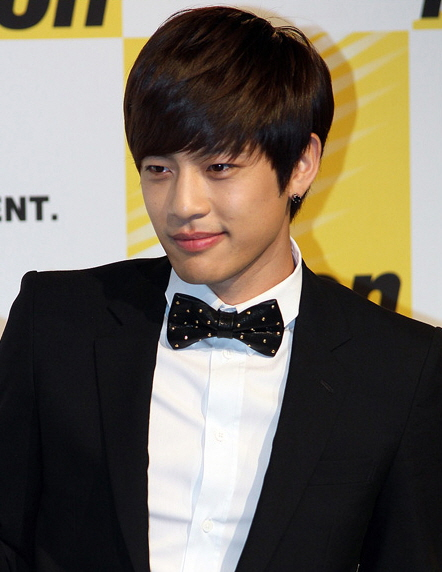
O cantor sul-coreano Se7en teve a oportunidade de estrelar na industria da musica americana ao lado da rapper com a canção "Girls", gerenciada pela YG Entertainment.

| Ano  | Canção                                | Álbum                                         | Outros Artistas                                                |
| ---- | ------------------------------------- | --------------------------------------------- | -------------------------------------------------------------- |
| 2009 | "Gangsta Girl "                       | From the Hut, to the Projects, to the Mansion | Wyclef Jean                                                    |
| 1999 | "Gangsta Shit"                        | Forever                                       | Puff Daddy, Mark Curry                                         |
| 2004 | "Get Down On It"                      | The Hits: Reloaded                            | Blue, Kool, The Gang                                           |
| 2000 | "Get Fucked Up" (Remix)"              | Street Money Vol. 1                           | Iconz                                                          |
| 1996 | "Get Money"                           | Conspiracy                                    | Junior M.A.F.I.A., Notorious B.I.G.                            |
| 2008 | "Get Money Bitchez"                   | I’m Da Man 2K9                                | Shawty Lo                                                      |
| 1999 | "Get Naked"                           | Methods of Mayhem                             | Methods of Mayhem, Fred Durst, George Clinton, Mix Master Mike |
| 2006 | "Get Touched"                         | Touch The Sky                                 | Nenhum artista                                                 |
| 2008 | "Get Up On It"                        | King Amongst Men: The Lost Album              | Mams Taylor, The Game                                          |
| 2001 | "Get Up, Stand Up"                    | Nenhuma aparição em álbum                     | Junior M.A.F.I.A.                                              |
| 2004 | "Get Ya Shit Together"                | Urban Legend                                  | T.I.                                                           |
| 2005 | "Get Yours"                           | The Naked Truth                               | T.I., Sha-Dash                                                 |
| 1995 | "Gettin' Money (The Get Money Remix)" | Nenhuma aparição em álbum                     | Junior M.A.F.I.A.                                              |
| 2011 | "Gimme Brain"                         | Black Friday                                  | Nenhum artista                                                 |
| 2007 | "Gimme More (The Kimme More Remix)"   | Ms. G.O.A.T.                                  | Britney Spears                                                 |
| 2005 | "Gimme That"                          | The Naked Truth                               | Maino                                                          |
| 2009 | "Girls"                               | Nenhuma aparição em álbum                     | Se7en                                                          |
| 1997 | "Give It Up"                          | Release Some Tension                          | SWV                                                            |
| 2002 | "Gone Delirious"                      | Swizz Beatz Presents G.H.E.T.T.O. Stories     | Swizz Beatz                                                    |
| 2000 | "Good Time"                           | Nenhuma aparição em álbum                     | Lil' Cease                                                     |
| 2004 | "Grimey"                              | Nenhuma aparição em álbum                     | Babe Blue, Lil' Shanice                                        |
| 2009 | "Grindin Makin Money"                 | Priceless                                     | Birdman, Nicki Minaj                                           |
| 2002 | "Guess Who's Back"                    | Nenhuma aparição em álbum                     | Nenhum artista                                                 |

## H

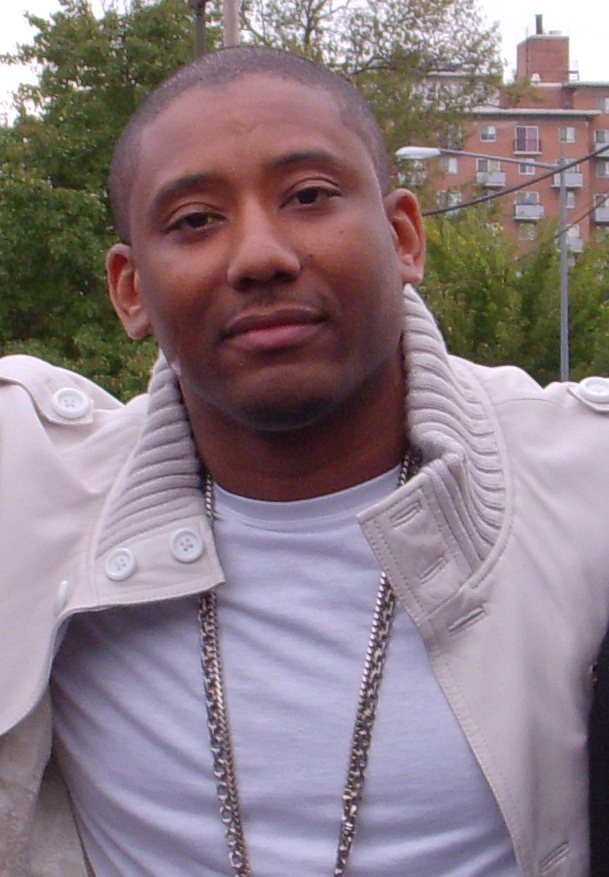
O rapper e ex-namorado de Kim, Maino, trabalhou em varias canções com a rapper durante a carreira de ambos, inclusive, ele foi a inspiração de Kim para compor a musica "If You Love Me".

| Ano  | Canção                             | Álbum                     | Outros Artistas                                  |
| ---- | ---------------------------------- | ------------------------- | ------------------------------------------------ |
| 2011 | "H.A.M (Freestyle)"                | Nenhuma aparição em álbum | Nenhum artista                                   |
| 2010 | "Hard (Remix)"                     | Nenhuma aparição em álbum | Rihanna                                          |
| 2000 | "Hate Me Now (Freestyle)"          | Nenhuma aparição em álbum | Nenhum artista                                   |
| 2014 | "Haterz"                           | Hard Core 2K14            | B. Ford                                          |
| 2003 | "Heavenly Father"                  | La Bella Mafia            | Nenhum artista                                   |
| 2010 | "Hey Ho"                           | Battle of the Sexes       | Ludacris, Lil' Fate                              |
| 1998 | "Hit Em Wit Da Hee"                | Can't Hardly Wait         | Missy Elliott, Mocha                             |
| 2000 | "Hold On"                          | The Notorious K.I.M.      | Mary J. Blige                                    |
| 2014 | "Hot Nigga (Freestyle)"            | Nenhuma aparição em álbum | Nenhum artista                                   |
| 2010 | "Hot Tottie (Remix)"               | Nenhuma aparição em álbum | Usher, Jay-Z                                     |
| 2000 | "How Many Licks?"                  | The Notorious K.I.M.      | Sisqó                                            |
| 2000 | "How Many Licks" (Neptunes Remix)" | Nenhuma aparição em álbum | Lil' Cease, Snoop Dogg, Kelis, Pharrell Williams |
| 2011 | "Hustle Hard"                      | Black Friday              | Nenhum artista                                   |

## I

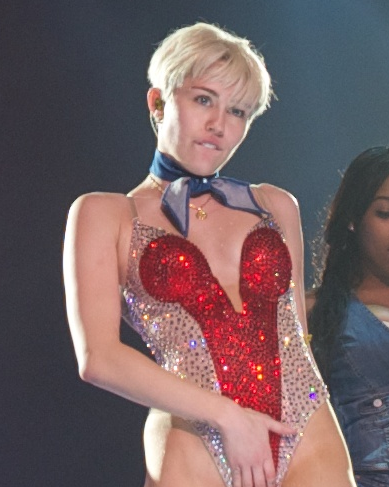
A cantora Miley Cyrus chegou a gravar uma canção nomeada "Bad Bitch" com Lil' Kim, porém, nunca foi lançada, a musica tinha como destino ser faixa da terceira mixtape de Kim, "Hard Core 2K14", mas não foi incluída por motivos desconhecidos.

| Ano  | Canção                              | Álbum                     | Outros Artistas                           |
| ---- | ----------------------------------- | ------------------------- | ----------------------------------------- |
| 1997 | "I Can Love You"                    | Share My World            | Mary J. Blige                             |
| 2008 | "I Get It"                          | Ms. G.O.A.T.              | Nenhum artista                            |
| 2012 | "I Go"                              | Gordo Frederico           | Fred the Godson                           |
| 1997 | "I Know What Girls Like"            | In My Lifetime, Vol. 1    | Jay-Z, Puff Daddy                         |
| 2005 | "I Know You See Me"                 | The Naked Truth           | Tiny                                      |
| 2008 | "I Like to Trick" (Remix)"          | Nenhuma aparição em álbum | Ray J                                     |
| 2002 | "I Need That (I Want That)"         | A Girl Can Mack           | 3LW                                       |
| 1995 | "I Need You Tonight"                | Conspiracy                | Junior M.A.F.I.A., Aaliyah                |
| 2011 | "I Put On For My City (Freestyle)"  | Nenhuma aparição em álbum | Nenhum artista                            |
| 2010 | "I Wanna Rock" (The Queens G-Mix)"  | Nenhuma aparição em álbum | Snoop Dogg, The Lady of Rage              |
| 2015 | "I'm Dat Bitch"                     | Lil Kim Season            | Nenhum artista                            |
| 2000 | "I'm Human"                         | The Notorious K.I.M.      | Nenhum artista                            |
| 2011 | "I'm Not The One"                   | Nenhuma aparição em álbum | Nenhum artista                            |
| 2014 | "identity theft"                    | Hard Core 2K14            | Nenhum artista                            |
| 2012 | "If You Love Me"                    | Nenhuma aparição em álbum | Nenhum artista                            |
| 2002 | "Impatient"                         | Bittersweet               | Blu Cantrell                              |
| 1999 | "In My Hood"                        | Nenhuma aparição em álbum | Black Rob, John Doe                       |
| 2001 | "In The Air Tonite"                 | Urban Renewal             | Phil Collins                              |
| 2011 | "IRS Freestyle (So Appalled)"       | Black Friday              | I.R.S                                     |
| 2008 | "It Ain't My Fault"                 | Ms. G.O.A.T.              | Sha-Dash                                  |
| 1997 | "It's All about the Benjamins"      | No Way Out                | Puff Daddy, The LOX, The Notorious B.I.G. |
| 2008 | "It's Kim Bitches (Get That Money)" | Ms. G.O.A.T.              | Nenhum artista                            |

## J
| Ano  | Canção                     | Álbum       | Outros Artistas                           |
| ---- | -------------------------- | ----------- | ----------------------------------------- |
| 2012 | "Jay-Z"                    | Yellow Tape | Tiffany Foxx                              |
| 1999 | "Just Like Me"             | My Way      | Usher                                     |
| 1999 | "Journey Through the Life" | My Way      | Puff Daddy, Joe Hooker, Beanie Sigel, Nas |

## K
| Ano  | Canção                  | Álbum                     | Outros Artistas           |
| ---- | ----------------------- | ------------------------- | ------------------------- |
| 1999 | "K.I.M."                | The Tunnel                | Fabulous                  |
| 2012 | "Keys To The City"      | Nenhuma aparição em álbum | Nenhum artista            |
| 2011 | "Killin' Em"            | Black Friday              | Fabulous                  |
| 2008 | "Kim Gets Deeper"       | Ms. G.O.A.T.              | Nenhum artista            |
| 2013 | "Kimmy Blanco"          | Hard Core 2K14            | Nenhum artista            |
| 2011 | "Kimmy Girl"            | Black Friday              | Keri Hilson               |
| 2002 | "Kimnotyze"             | Beat Of Life Vol. 1       | DJ Tomekk, Trooper Da Don |
| 2012 | "Kimnotyze 2013"        | Nenhuma aparição em álbum | Roby Rob                  |
| 2009 | "Kiss & Tell"           | Nenhuma aparição em álbum | Ray J                     |
| 2005 | "Kitty Box"             | The Naked Truth           | Nenhum artista            |
| 2003 | "Knock Em' Out The Box" | Nenhuma aparição em álbum | Method Man                |
| 2011 | "Knock Off"             | Voice of an Angel         | Angelica Salem            |
| 2005 | "Kronik"                | The Naked Truth           | Snoop Dogg                |

## L
| Ano  | Canção                             | Álbum                     | Outros Artistas                                    |
| ---- | ---------------------------------- | ------------------------- | -------------------------------------------------- |
| 1997 | "Ladies Night (Not Tonight Remix)" | Nothing To Lose           | Angie Martinez, Lisa Lopes, Da Brat, Missy Elliott |
| 2001 | "Lady Marmalade"                   | Moulin Rouge!             | Christina Aguilera, Mýa e P!nk                     |
| 2005 | "Last Day"                         | The Naked Truth           | Nenhum artista                                     |
| 2007 | "Last Night (Remix)"               | Nenhuma aparição em álbum | Puff Daddy, Keyshia Cole, Busta Rhymes             |
| 2007 | "Let It Go"                        | Just like You             | Keyshia Cole, Missy Elliott                        |
| 2005 | "Lighters Up"                      | The Naked Truth           | Nenhum artista                                     |
| 2011 | "Lights, Camera, Action"           | Black Friday              | Nenhum artista                                     |
| 2000 | "Lil' Drummer Boy"                 | The Notorious K.I.M.      | Cee Lo Green, Redman                               |
| 2008 | "Lookin Ass Nigga (Freestyle)"     | Nenhuma aparição em álbum | Nenhum artista                                     |
| 2013 | "Looks Like Money"                 | Hard Core 2K13            | Nenhum artista                                     |

## M
| Ano  | Canção                      | Álbum                     | Outros Artistas                     |
| ---- | --------------------------- | ------------------------- | ----------------------------------- |
| 1996 | "M.A.F.I.A. Land"           | Hard Core                 | Nenhum artista                      |
| 2011 | "M.O.E"                     | Black Friday              | Nenhum artista                      |
| 2003 | "Magic Stick"               | La Bella Mafia            | 50 Cent                             |
| 2011 | "Main Event (Freestyle)"    | Nenhuma aparição em álbum | Nenhum artista                      |
| 2000 | "Make No Sense"             | Nenhuma aparição em álbum | Tanya Stephens                      |
| 2014 | "Migo"                      | Hard Core 2K14            | TLZ, Young Bonds                    |
| 2016 | "Mine"                      | Lil Kim Season            | Kevin Gates                         |
| 2007 | "Mis-Education of Lil' Kim" | Ms. G.O.A.T.              | Nenhum artista                      |
| 2013 | "Money Make Me"             | Nenhuma aparição em álbum | Hemo Brown                          |
| 1997 | "Money Talk"                | Money Talks               | Andrea Martin, Lil Cease, Timbaland |
| 1998 | "Money, Power & Respect"    | Money, Power & Respect    | The LOX, DMX                        |
| 2008 | "Ms. G.O.A.T."              | Ms. G.O.A.T.              | Nenhum artista                      |

## N
| Ano  | Canção                        | Álbum                     | Outros Artistas                 |
| ---- | ----------------------------- | ------------------------- | ------------------------------- |
| 2004 | "Naughty Girl (Remix)"        | Live at Wembley           | Beyoncé                         |
| 2008 | "Need a Bitch"                | Ms. G.O.A.T.              | Nate Dogg                       |
| 2008 | "New Jack City Bitch"         | Back On My Bullshit       | Uncle Murda                     |
| 2014 | "No Flex Zone (Remix)"        | Nenhuma aparição em álbum | Pusha T                         |
| 2000 | "No Matter What They Say"     | The Notorious K.I.M.      | Nenhum artista                  |
| 1996 | "No More Games"               | Get U Open                | Skin Deep                       |
| 2008 | "No One (Remix)"              | Ms. G.O.A.T.              | Alicia Keys                     |
| 1996 | "No One Else (Remix)"         | Total                     | Total, Foxy Brown, Da Brat      |
| 1996 | "No Time"                     | Hard Core                 | Puff Daddy                      |
| 2000 | "Nobody Do It Better Than Us" | Nenhuma aparição em álbum | Puff Daddy                      |
| 1996 | "Not Tonight"                 | Hard Core                 | Nenhum artista                  |
| 2001 | "Nothing Wrong"               | Nenhuma aparição em álbum | Junior M.A.F.I.A.               |
| 1999 | "Notorious B.I.G."            | Born Again                | The Notorious B.I.G.,Puff Daddy |
| 2000 | "Notorious K.I.M."            | The Notorious K.I.M.      | The Notorious B.I.G.            |
| 2012 | "Number One Man"              | All or Nothing            | Joi Rocks                       |

## O
| Ano  | Canção           | Álbum                     | Outros Artistas                                |
| ---- | ---------------- | ------------------------- | ---------------------------------------------- |
| 2011 | "O.D"            | 401k                      | Mook, Ron Browz                                |
| 2000 | "Off The Wall"   | The Notorious K.I.M.      | Lil' Cease                                     |
| 2010 | "Oh Let's Do It" | Nenhuma aparição em álbum | Nenhum artista                                 |
| 2006 | "One Time"       | Nenhuma aparição em álbum | Remy Ma, Missy Elliott, Shawnna, La La Anthony |

## P
| Ano  | Canção               | Álbum                                  | Outros Artistas                     |
| ---- | -------------------- | -------------------------------------- | ----------------------------------- |
| 2016 | "Panda"              | Lil Kim Season                         | Maino, Dash, TLZ                    |
| 2011 | "Pissin' On Em"      | Black Friday                           | Nenhum artista                      |
| 1999 | "Play Around"        | Wonderful World of Cease               | Lil' Cease, Joe Hooker, Mr. Bristol |
| 1995 | "Players Anthem"     | Conspiracy                             | Junior M.A.F.I.A.                   |
| 2009 | "Porn Star"          | Jealous Ones Still Envy 2 (J.O.S.E. 2) | Fat Joe                             |
| 2013 | "Pour It Up (Remix)" | Nenhuma aparição em álbum              | Mr Papers, Rihanna                  |
| 2011 | "Pussy Callin"       | Black Friday                           | Lil Boosie                          |
| 2010 | "Pussy Pur"          | Nenhuma aparição em álbum              | Nenhum artista                      |
| 2002 | "Pussycat (Remix)"   | Nenhuma aparição em álbum              | Missy Elliott, Janet Jackson        |
| 2008 | "Put On"             | Nenhuma aparição em álbum              | Young Jeezy                         |

## Q
| Ano  | Canção                | Álbum                | Outros Artistas     |
| ---- | --------------------- | -------------------- | ------------------- |
| 1996 | "Queen Bitch"         | Hard Core            | The Notorious B.I.G |
| 2008 | "Queen Bitch 101"     | Ms. G.O.A.T.         | Nenhum artista      |
| 2000 | "Queen Bitch Part II" | The Notorious K.I.M. | Puff Daddy          |
| 2005 | "Quiet"               | The Naked Truth      | The Game            |
| 1999 | "Quiet Storm (Remix)" | In Too Deep          | Mobb Deep           |

## R
| Ano  | Canção                    | Álbum                     | Outros Artistas                  |
| ---- | ------------------------- | ------------------------- | -------------------------------- |
| 2011 | "Racks"                   | Black Friday              | Nenhum artista                   |
| 2009 | "Raincheck"               | Nenhuma aparição em álbum | Mu Dills                         |
| 2007 | "Real Chicks"             | Bigger, Better & Stronger | Naturi Naughton                  |
| 1999 | "Real Niggas"             | Forever                   | Puff Daddy, The Notorious B.I.G. |
| 2014 | "Real Sick"               | Hard Core 2K14            | Jadakiss                         |
| 1995 | "Realms Of Junior Mafia"  | Conspiracy                | Junior M.A.F.I.A.                |
| 2013 | "Red Diamonds"            | Label Whore               | Phendi                           |
| 2008 | "Respirator"              | Nenhuma aparição em álbum | Nenhum artista                   |
| 2000 | "Revolution"              | The Notorious K.I.M.      | Grace Jones                      |
| 2008 | "Rider"                   | Nenhuma aparição em álbum | Nenhum artista                   |
| 2000 | "Right Now"               | The Notorious K.I.M.      | Carl Thomas                      |
| 2008 | "Rock On Wit Yo Bad Self" | Ms. G.O.A.T.              | Nenhum artista                   |
| 2002 | "Rock The Party (Remix)"  | Nenhuma aparição em álbum | Benzino, Trina                   |
| 2000 | "Rockin'"                 | The Mix Tape, Vol. IV     | Nenhum artista                   |

## S
| Ano  | Canção                      | Álbum                                  | Outros Artistas                            |
| ---- | --------------------------- | -------------------------------------- | ------------------------------------------ |
| 2000 | "Satisfy You (Remix)"       | Nenhuma aparição em álbum              | Puff Daddy, Mario Winans                   |
| 2003 | "Scenario 2003"             | Nenhuma aparição em álbum              | Tha Beehive                                |
| 2008 | "Sensual Seduction (Remix)" | Nenhuma aparição em álbum              | Snoop Dogg                                 |
| 2012 | "Set It Off"                | Nenhuma aparição em álbum              | Nova Aka Jaystack "The Messenger"          |
| 2010 | "Sex Toy"                   | Nenhuma aparição em álbum              | Detail                                     |
| 2002 | "Shake Ya Body"             | The Best of Both Worlds                | R. Kelly, Jay-Z                            |
| 2003 | "Shake Ya Bum Bum"          | La Bella Mafia                         | Lil' Shanice                               |
| 2000 | "She Don't Love You"        | The Notorious K.I.M.                   | Nenhum artista                             |
| 2008 | "She Got It"                | Nenhuma aparição em álbum              | T-Pain, 2Pistols                           |
| 2008 | "Shook Hands"               | Nenhuma aparição em álbum              | Nenhum artista                             |
| 2005 | "Shut Up Bitch"             | The Naked Truth                        | Nenhum artista                             |
| 2000 | "Single Black Female"       | The Notorious K.I.M.                   | Mario Winans                               |
| 2005 | "Spell Check"               | The Naked Truth                        | Nenhum artista                             |
| 1996 | "Spent A Little Doe"        | Hard Core                              | Nenhum artista                             |
| 2011 | "Spend A Mill"              | Black Friday                           | Nenhum artista                             |
| 2010 | "Standing on Couches"       | Nenhuma aparição em álbum              | DJ Self, Jim Jones, Kyah Baby, Lloyd Banks |
| 2014 | "Stadium Music"             | Hard Core 2K14                         | Yo Gotti                                   |
| 2007 | "Stick Ya"                  | Git It Girl                            | Jha Jha                                    |
| 2016 | "Still Rich"                | Empire Soundtrack                      | Wiz Khalifa, Bener                         |
| 2006 | "Stomp"                     | King of The City                       | Maino                                      |
| 1996 | "Street Dreams (Demo)"      | Nenhuma aparição em álbum              | Nenhum artista                             |
| 2000 | "Suck My Dick"              | The Notorious K.I.M.                   | Nenhum artista                             |
| 2005 | "Sugar (Gimme Some)"        | Thug Matrimony: Married to the Streets | Trick Daddy, Cee-Lo                        |
| 2014 | "Suicide"                   | Hard Core 2K14                         | French Montana                             |
| 2016 | "Summer Sixteen (Remix)"    | Lil Kim Season                         | Nenhum artista                             |

## T
| Ano  | Canção                             | Álbum                                    | Outros Artistas                          |
| ---- | ---------------------------------- | ---------------------------------------- | ---------------------------------------- |
| 2008 | "Tek Weh Yuself Again"             | Nenhuma aparição em álbum                | Mr.Vegas, Kat DeLuna                     |
| 2012 | "Tell Em I Go"                     | Nenhuma aparição em álbum                | Fred The Godson                          |
| 2003 | "Tha Beehive"                      | La Bella Mafia                           | Reeks, Bunky SA, Vee, The Saint Advakids |
| 2008 | "Thang On Me"                      | Ms. G.O.A.T.                             | Sha Dash, Maino                          |
| 2002 | "The Big East"                     | Nenhuma aparição em álbum                | Junior M.A.F.I.A.                        |
| 2003 | "The Clap Song"                    | American Dreams                          | Nenhum artista                           |
| 2003 | "The Jump Off"                     | La Bella Mafia                           | Mr. Cheeks                               |
| 1998 | "The Only One"                     | Room 112                                 | 112                                      |
| 2000 | "The Queen"                        | Nenhuma aparição em álbum                | Puff Daddy                               |
| 2004 | "These Boots Are Made For Walking" | Nenhuma aparição em álbum                | Nenhum artista                           |
| 2003 | "This Is a Warning"                | La Bella Mafia                           | Nenhum artista                           |
| 2003 | "This Is Who I Am"                 | La Bella Mafia                           | Swizz Beatz, Mashonda                    |
| 1999 | "Throw Your Hands Up"              | Da Real World                            | Missy Elliott                            |
| 2003 | "Thug Luv"                         | La Bella Mafia                           | Twista                                   |
| 2007 | "Time to Rock & Roll"              | Raw Greatest Hits: The Music             | Trish Stratus                            |
| 1996 | "Time to Shine"                    | Don't Be a Menace to South Central While | Mona Lisa                                |
| 2000 | "Touch Me, Tease Me"               | Love Me, Leave Me                        | Sauce Money                              |
| 2015 | "Trap Queen (Remix)"               | Nenhuma aparição em álbum                | Nenhum artista                           |
| 2014 | "Trendsetter"                      | Hard Core 2K14                           | Nenhum artista                           |
| 2012 | "Twisted"                          | Nenhuma aparição em álbum                | Tiffany Foxx                             |
| 2009 | "Turn My Swag On (Remix)"          | Nenhuma aparição em álbum                | Keri Hilson, Teyana Taylor               |

## U
| Ano  | Canção         | Álbum                     | Outros Artistas |
| ---- | -------------- | ------------------------- | --------------- |
| 2001 | "Ugly (Remix)" | Nenhuma aparição em álbum | Bubba Sparxxx   |
| 2011 | "Unstoppable"  | Girl From The Hood        | Yolanda Renee   |

## W
| Ano  | Canção                          | Álbum                             | Outros Artistas                     |
| ---- | ------------------------------- | --------------------------------- | ----------------------------------- |
| 2001 | "Wait a Minute"                 | This Ain't a Game                 | Ray J                               |
| 2007 | "Wanna Lick"                    | Ms. G.O.A.T.                      | 50 Cent                             |
| 2011 | "Warning"                       | Nenhuma aparição em álbum         | Nenhum artista                      |
| 2005 | "We Don't Give A Fuck"          | The Naked Truth                   | Bun B., Twista                      |
| 1996 | "We Don't Need It"              | Hard Core                         | Nenhum artista                      |
| 2007 | "We Takin Over"                 | We The Best                       | Akon, R. Kelly, T-Pain, Young Jeezy |
| 1999 | "What You Want"                 | Forever                           | Puff Daddy                          |
| 2003 | "What You Workin' Wit"          | Gang of Roses                     | LisaRaye McCoy                      |
| 2001 | "What's Going On"               | What's Going On: All-Star Tribute | Various Artists                     |
| 2003 | "What's The Word"               | La Bella Mafia                    | Nenhum artista                      |
| 1997 | "Welcoming Mary J. To The Firm" | Nenhuma aparição em álbum         | Nenhum artista                      |
| 2014 | "Whenever You See Me"           | Hard Core 2K14                    | Cassidy                             |
| 2008 | "Where You At"                  | All I Feel                        | Ray J, The Game                     |
| 2003 | "Who Shot Ya"                   | All I Feel                        | Nenhum artista                      |
| 2000 | "Who's Number One"              | The Notorious K.I.M.              | Nenhum artista                      |
| 2005 | "Whoa"                          | The Naked Truth                   | Nenhum artista                      |
| 1997 | "Will They Die 4 U?"            | Harlem World                      | Mase, Puff Daddy                    |
| 2016 | "Work (Remix)"                  | Lil Kim Season                    | Nenhum artista                      |
| 2014 | "Work The Pole"                 | Hard Core 2K14                    | Nenhum artista                      |
| 1999 | "Would You Die For Me?"         | Born Again                        | The Notorious B.I.G. , Puff Daddy   |
| 2008 | "Wrath of Kim's Madness"        | Ms. G.O.A.T.                      | Nenhum artista                      |

## Y
| Ano  | Canção              | Álbum                     | Outros Artistas      |
| ---- | ------------------- | ------------------------- | -------------------- |
| 1998 | "You Get Dealt Wit" | Nenhuma aparição em álbum | Jermaine Dupri, Mase |